# Ерик Кандел
Ерик Ричард Кандел (на английски: Eric Richard Kandel) е американски невропсихиатър от австрийски произход. През 2000 г. става един от тримата лауреати на Нобеловата награда за физиология или медицина, заедно с Арвид Карлсон и Пол Грийнгард. Кандел е удостоен с приза за изследванията си на физиологичната основа на съхранението на паметта в невроните, и по-точно „за откритието на принципите на краткосрочната и дългосрочната памет на молекулярно ниво“.
Кандел е професор по биохимия и биофизика в Колежа по медицина и хирургия към Колумбийския университет. Той е старши изследовател в Медицинския институт „Хауърд Хюз“. Той е и основател и първи директор на Центъра по невробиология и поведение, който понастоящем е Катедра по невронауки в Колумбийския университет. Популярно написаната му биография „В търсене на паметта: Появата на нова наука за съзнанието“ (In Search of Memory: The Emergence of a New Science of Mind) получава през 2006 г. наградата на Лос Анджелис Таймс за книга в областта на науката и техниката.

## Отличия
Други по-значими награди, присъдени на Кандел, са:
- 1983 – награда „Диксън“ за медицина, връчвана от Университета в Питсбърг;
- 1983 – награда „Ласкер“ за съществени приноси към медицинските науки;
- 1988 – Национален медал за наука на САЩ;
- 1993 – награда „Харви“ на Израелския технологичен институт „Технион“;
- 1999 – награда за медицина „Волф“, за изясняване на организмовия, клетъчен и молекулярен механизъм, при който краткосрочната памет се превръща в дългосрочна.